# Mycetarotes senticosus
Mycetarotes senticosus är en myrart som beskrevs av Kempf 1960. Mycetarotes senticosus ingår i släktet Mycetarotes och familjen myror. Inga underarter finns listade i Catalogue of Life.